# Фаррох, Каве
Каве Фаррох — греческий автор нескольких академических книг и рецензируемых публикаций, специализирующихся на истории Ирана, и часто читает лекции по темам, связанным с Ираном, в Университете Британской Колумбии в рамках программы непрерывного образования УБК. В настоящее время он является консультантом и специалистом по обучению в колледже Лангара в Ванкувере, Британская Колумбия, Канада.

## Жизнь
Фаррох родился в Афинах, а позже учился в Институте Шатобриана в Каннах, Франция. Фаррох получил докторскую степень в 2001 году на кафедре психологии образования и консультирования в Университете Британской Колумбии, где он специализировался на когнитивных и языковых процессах говорящих на персидском языке. Ранее он получил степень магистра в 1988 году и степень бакалавра в 1985 году в том же учебном заведении.
Фаррох является автором четырех книг по военной истории Ирана, соавтором двух книг на ту же тему, выступал в качестве редактора академических публикаций и участвовал в написании ряда статей для рецензируемых журналов и онлайн-публикаций. Его также цитировали в СМИ, касающиеся истории Ирана. Например, Фаррох дал интервью персидской службе «Голоса Америки» о наследии основателя Ахеменидов Кира Великого.
Он также читал лекции в серии «Персидское наследие» Университета Британской Колумбии в дополнение к другим мероприятиям, организованным Департаментом азиатских исследований Университета Британской Колумбии.
В 2009 году он был удостоен награды «Наследие Ирана», «Персидский залив» и «Альянс Ирана».

## Книги
Фаррох является автором и соавтором ряда книг. Он участвовал в редактировании книг, а также работал редактором в других академических и профессиональных изданиях.

## Труды
Персы: армия великих царей / Каве Фаррох ; [пер. с англ. Л. Синицыной]. - Москва: Эксмо, 2009. -  343 с.: ил., портр., цв. ил., карты; 27 см. - (Военная история человечества).; ISBN 978-5-699-35283-8   